# Gene Atkins
Gene Reynard Atkins (Tallahassee, 22 novembre 1964) è un giocatore di football americano statunitense che ha militato nel ruolo di safety nella National Football League.

## Carriera
Al college Atkins giocò a football a Florida A&M. Fu scelto nel corso del settimo giro (179º assoluto) del Draft NFL 1987 dai New Orleans Saints. Nella prima stagione disputò 13 partite, di cui 5 come titolare, mettendo a segno 36 tackle, 3 intercetti e un fumble recuperato, venendo inserito nella formazione ideale dei rookie dalla Pro Football Writers of America. Giocò con i Saints fino al 1993, con un massimo di 5 intercetti nel 1991, anno in cui guidò la NFL con 198 yard su ritorno da intercetto. Chiuse la carriera militando nei Miami Dolphins dal 1994 al 1996.

## Palmarès
- PFWA All-Rookie Team - 1987

## Vita privata
Il figlio, Geno, ha giocato nella NFL come defensive tackle, venendo convocato per sette Pro Bowl.